# نيم أولمبيك
نادي أولمبي نيم أو نيم أولمبيك (بالفرنسية: Nîmes Olympique)‏ نادي كرة قدم فرنسي يلعب حاليا (موسم 2019-2020) في دوري الدرجة الأولى (أعلى مستوى للدوري الفرنسي).
كان الفريق سابقا يلعب في دوري الدرجة الثانية. تم تأسيس النادي في سنة 1937.